# Franz Kline

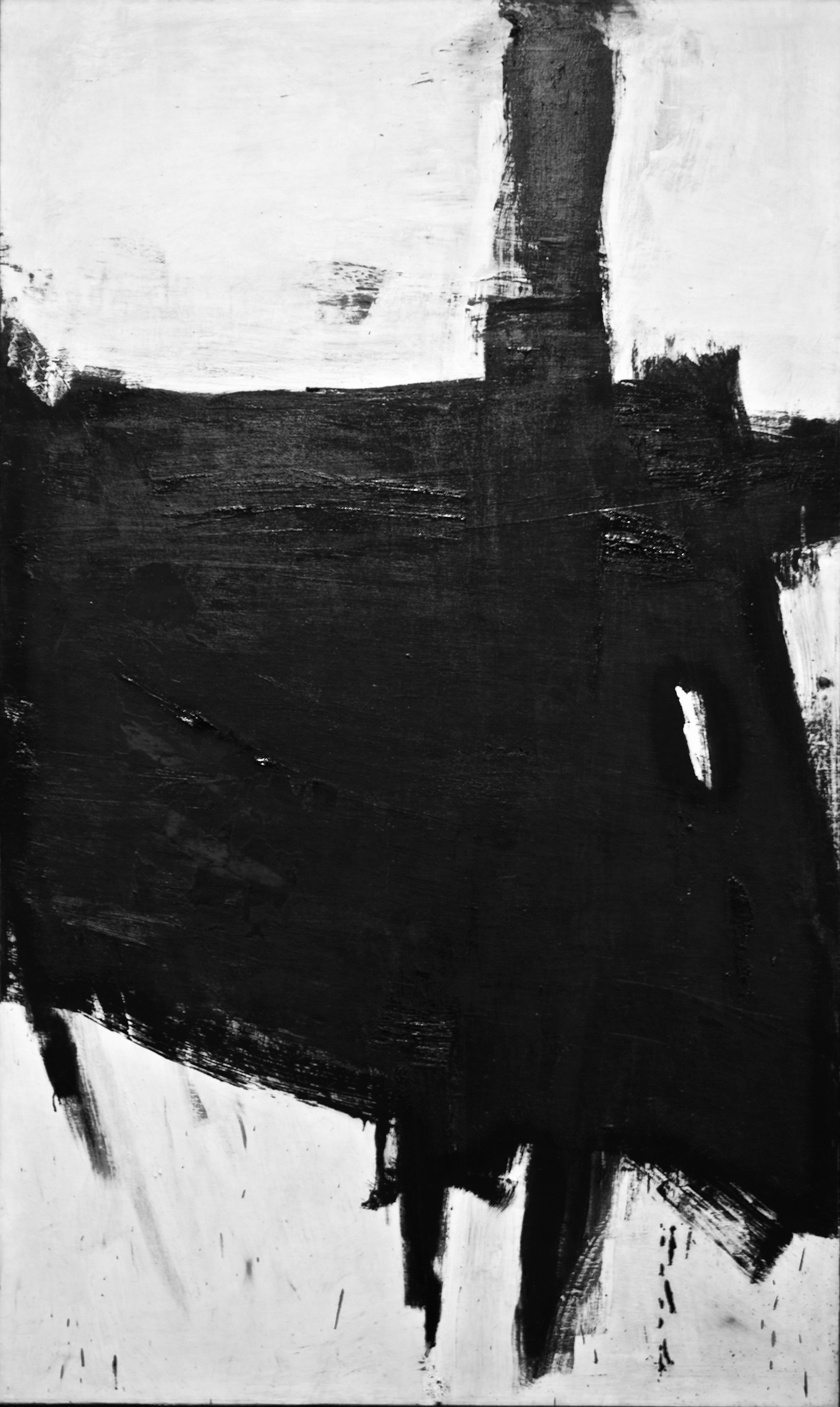
Obra Sabra (1966) de Franz Kline.

Franz Kline (Wilkes-Barre, Pensilvania, Estados Unidos, 23 de mayo de 1910 - Nueva York, Estados Unidos, 3 de mayo de 1962) fue un pintor estadounidense asociado al grupo expresionismo abstracto que geográficamente se centra en Nueva York entre los años 1940 y los años 1950.
Falleció en la ciudad de Nueva York debido a una enfermedad reumática cardíaca.

## Carrera
Como Jackson Pollock y otros pintores abstractos, fue un pintor de acción por su simple, espontáneo e intenso estilo, mediante el uso de trazos fuertes y figuras abstractas. La mayor parte del trabajo de Kline, sin embargo fue "practicada espontáneamente". Preparó muchos sketchs sobre dibujo, aunque nunca los publicó, antes de su trabajo plástico, y además fue un músico del arte abstracto.

## Colores negro y blanco
Los mejores y más conocidos trabajos expresionistas de Kline fueron hechos con los colores blanco y negro puros, aunque a veces introdujo diversas tonalidades de ambos colores. Sólo volvió a utilizar color en sus pinturas a partir de 1955, aunque sus pinturas más importantes en color fueron hechas recién a partir de 1959. Las pinturas de Kline son muy complejas y subjetivas. Cuando las pinturas de este artista siempre tuvieron un impacto dinámico, dramático y espontáneo, es importante saber que él siempre las describió muy simples en cuanto a dichos elementos. Cabe decir que hizo muchas de sus pinturas a raíz de los conocimientos aportados por sus estudios previos.
Parece haber referencias a la caligrafía china en dichas composiciones en blanco y negro, a pesar de que él siempre negó dicha relación. Puentes, túneles, edificios y otras estructuras arquitectónicas e industriales fueron usualmente mencionados como fuentes de la inspiración de Kline.
Los más reconocidos estilos suyos fueron originados a partir de un consejo de su amigo Willem de Kooning. En 1948 le sugirió a un entonces artísticamente frustrado Kline que experimentara con un proyector que tenía en su estudio analizando la proyección sobre una pared lisa. Kline hizo varias pinturas con el estilo que resultó de la observación, presentando en 1950 una colección con el estilo ante la Charles Egan Gallery (Galería de Charles Egan, en inglés).